# یخدان اردوغش
یخدان اردوغش مربوط به دوره قاجار است و در شهرستان نیشابور، بخش زبرخان، دهستان اردوغش، غرب روستای اردوغش واقع شده و این اثر در تاریخ ۲ مرداد ۱۳۸۷ با شمارهٔ ثبت ۲۳۰۹۰ به‌عنوان یکی از آثار ملی ایران به ثبت رسیده است.